# Association des producteurs de diamants africains
L'Association des producteurs de diamants africains (en anglais : African Diamonds Producers Association ou ADPA), est une structure panafricaine visant à réguler l'industrie du diamant au sein des pays africains membres sur la base du processus de Kimberley.

## Historique
L'Association des producteurs de diamants africains est créée en novembre 2006 à Luanda en Angola, et bénéficie du soutien de l'Afrique du Sud et la Guinée. L'objectif affiché est d'empêcher que les diamants ne financent la guerre, ainsi que de contrôler les prix de production. 16 pays sont membres de l'association lors de sa création, représentant 60 % de la production mondiale,.
En , l'ADPA tient sa première réunion durant laquelle elle fixe son budget 2007 à 1,3 million de dollars. 12 pays font alors partie de l'association : Angola, Botswana, Ghana, Guinée, République démocratique du Congo, Zimbabwe, Namibie, Sierra Leone, Tanzanie, Togo, République centrafricaine et l'Afrique du Sud.  En septembre 2008, le gouvernement angolais autorise l'établissement du centre de l'ADPA à Luanda sous les termes des conventions de Genève.
En 2009, l'ADPA propose à l'État angolais d'acheter pour 100 millions de dollars de diamants à Endiama, une entreprise publique de diamants, afin de le mettre en réserve et réguler les volumes en circulation et les prix.
En avril 2017, lors de la 5e conférence organisée par l'association, le Cameroun adhère à l'ADPA et le ministre des mines guinéens Abdoulaye Magassouba est nommé à la tête de l'association.

## Description
L'ADPA est une structure inter-étatique qui accepte également la participation des entreprises privées, dont De Beers. L'association applique au sein de ses pays membres le Processus de Kimberley de certification des pierres précieuses. L'association vise à harmoniser les processus de production entre pays et assurer le contrôle sur la régularisation du marché,.
En 2017, 19 pays sont membres de l'ADPA (hors cameroun).

## États membres
- Afrique du Sud (depuis avril 2007)
- Angola
- Botswana
- Ghana
- Guinée
- République démocratique du Congo
- Zimbabwe
- Namibie
- Sierra Leone
- Tanzanie
- Togo
- République centrafricaine
- Cameroun (depuis avril 2017)

## Observateurs
- Algérie
- République du Congo
- Gabon
- Côte d'Ivoire
- Liberia
- Mali
- Mauritanie

## Articles liés
- Conseil mondial des diamants
- Processus de Kimberley
- Diamants de conflits